# Gamarús fosc
El gamarús fosc (Strix huhula; syn: Ciccaba huhula) és una espècie d'ocell de la família dels estrígids (Strigidae). Habita la selva humida d'Amèrica del Sud, des de l'est de Colòmbia, sud de Veneçuela, Guyana i Guaiana Francesa, cap al sud, a través de l'est de l'Equador, est del Perú, centre de Bolívia i oest i sud-est del Brasil fins al Paraguai i nord de l'Argentina. El seu estat de conservació es considera de risc mínim.

## Taxonomia
Segons la llista mundial d'ocells del Congrés Ornitològic Internacional (versió 13.1, gener 2023) el gamarús fosc pertany al gènere Strix. Tanmateix, altres obres taxonòmiques, com el Handook of the Birds of the World i la quarta versió de la BirdLife International Checklist of the birds of the world (Desembre 2019), consideren que pertany al gènere Ciccaba, el qual no és reconegut pel COI.